# Нападение на дипкурьеров Нетте и Махмасталя
Нападение на советских дипломатических курьеров Т. И. Нетте и И. А. Махмасталя совершено 5 февраля 1926 года в поезде Москва—Рига на территории Латвии. В результате вооружённого нападения нескольких лиц Теодор Нетте был убит, Иоганн Махмасталь тяжело ранен. Двое нападавших погибли при неясных обстоятельствах, по официальной версии — покончили с собой, когда нападение провалилось. По другой версии, нападавшие были ранены в перестрелке с дипкурьерами, а потом добиты третьим участником нападения, которому удалось скрыться.
Дипломатический груз остался в неприкосновенности и был доставлен в полпредство СССР в Риге. Событие вызвало значительный общественный резонанс в СССР, советская сторона однозначно расценила инцидент как политическую провокацию, совершённую белоэмигрантскими кругами при попустительстве или даже содействии буржуазных властей Латвии. Расследованием занимались латвийская полиция и прокуратура, однако ни организаторы нападения, ни полный состав его исполнителей, ни даже его точная цель не были установлены. Официальное следствие признало происшедшее обычным уголовным преступлением и закрыло дело за смертью подозреваемых. На основе данного преступления был снят художественный фильм «Красные дипкурьеры» (1977).

## Обстоятельства нападения
Дипкурьеры направлялись в Ригу, откуда, сдав часть груза, должны были направиться в Таллин, а уже из Таллина – в Берлин. Нападение произошло на перегоне между станциями Икшкиле и Саласпилс, в 22–25 километрах от Риги. В перестрелке погиб старший курьер, латыш Теодор Нетте, получивший три пули в грудь и по одной – в каждую руку. Его товарищ, эстонец Иоганн Махмасталь, получил пулю в живот и две – в правую руку.

## Иллюстрации
- Теодор Нетте
- Иоганн Махмасталь
- Антон и Бронислав Габриловичи — единственные точно установленные участники нападения